# 達芬施泰因山
47°38′32″N 11°46′53″E / 47.64236°N 11.78126°E

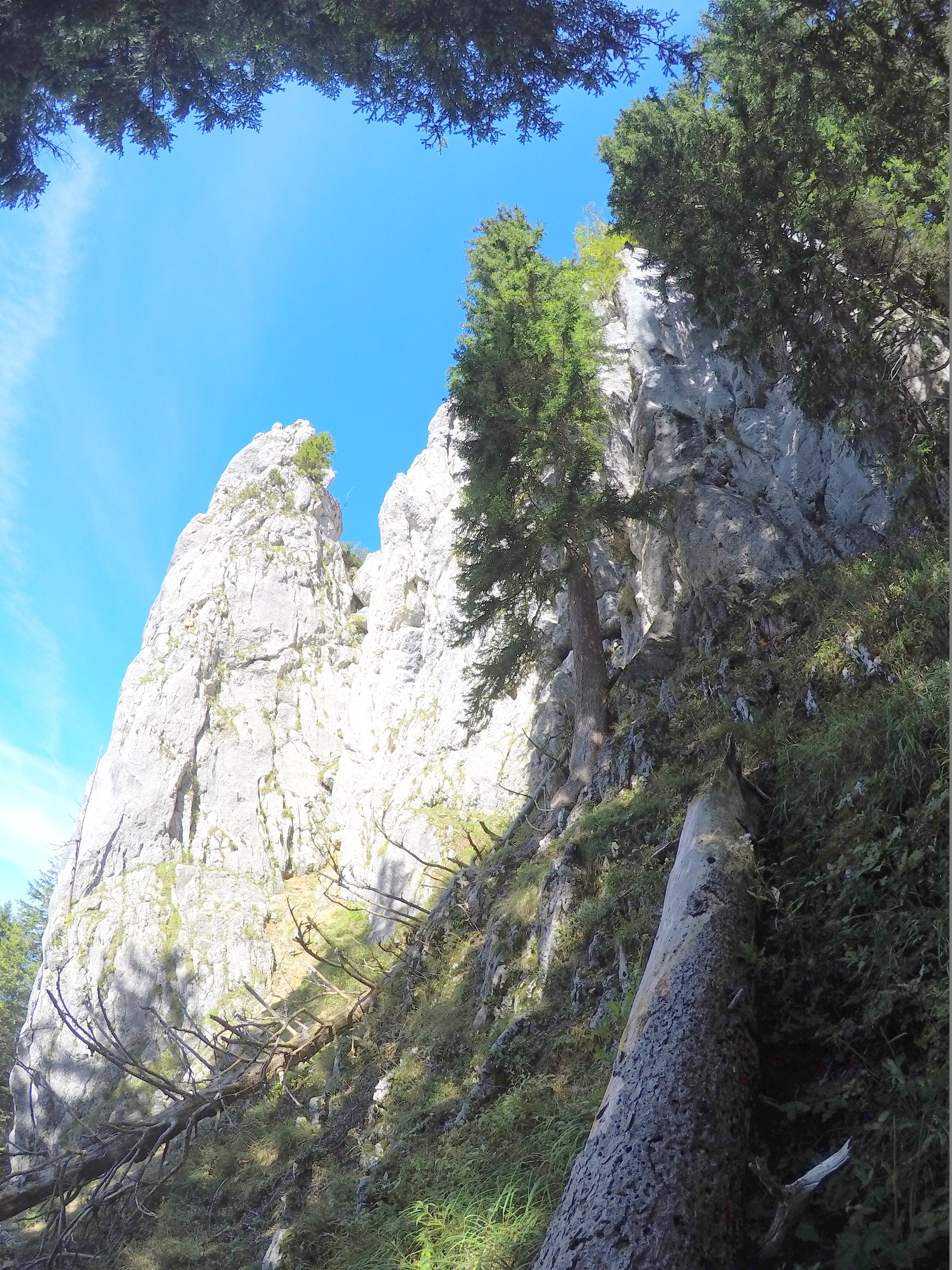

達芬施泰因山（德語：Daffenstein），是德國的山峰，位於該國東南部，由巴伐利亞負責管轄，屬於芒法爾山脈的一部分，海拔高度1,546米，每年平均降雨量1,764毫米。